# Josef Marsil Wilhelm Xaver von Nagel zur Loburg

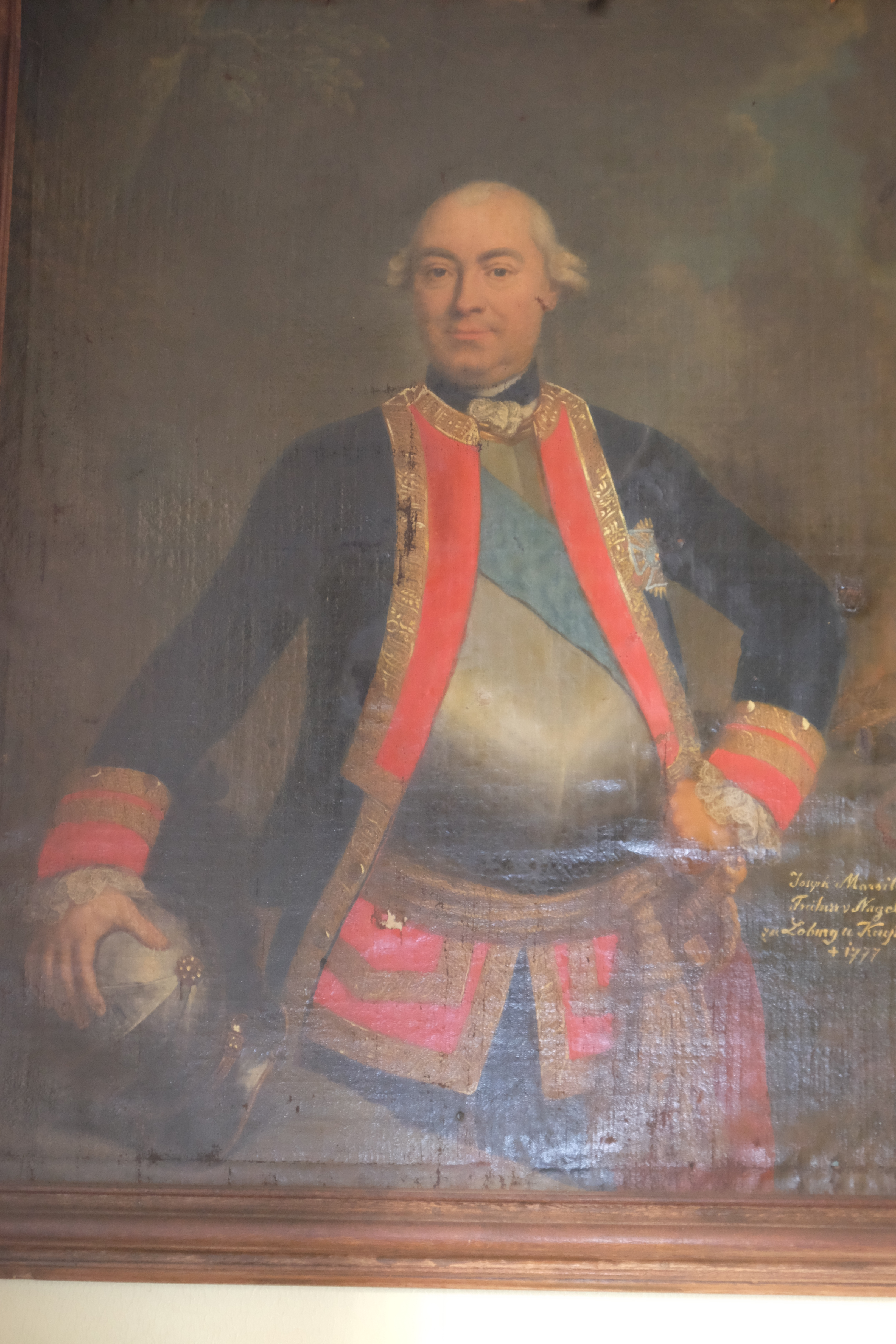
Joseph Marsil von Nagel mit der Dekoration des Michaelsordens, Gemälde im Wasserschloss Tatenhausen

Josef Marsil Wilhelm Xaver von Nagel zur Loburg (* 16. Mai 1715 auf Burg Bentheim; † 30. Dezember 1777 auf Schloss Loburg) war der Initiator und Erbauer des Schlosses Loburg. Sein Grab ist in Ostbevern nicht erhalten.

## Leben
1716 heiratete sein Vater Johann Caspar Friedrich von Nagel zu Loburg die ehemalige Kanonisse im Stift Nottuln Elisabeth Bernhardina Theodora von Valcke. Der Vater starb früh, sodass die Mutter einen von Böselager zu Nehlen ehelichte. In einem gerichtlichen Vergleich forderte die Mutter 1755 vom Sohn eine Summe von 18.000 Reichstalern als Abfindung.
Am 4. Juni 1747 heiratet er seine Cousine Anna Adolphine von Nagel zu Herl, (Tochter des Matthias Werner von Nagel zu Herl und Freiin von Neuhoff genannt Ley) die bislang ebenfalls Kanonisse im Stift Nottuln gewesen war. Für die Heirat stellt ihm Franz Egon von Fürstenberg einen Ehedispens aus.

## Militärische Karriere
1737 wird er Hauptmann einer Kompanie des verstorbenen Obrist-Leutnants Cornareus in Münster und wird zum Regimentskämmerer des fürstbischöflich-münsterschen Argenteauischen Regiments zu Fuß bestellt. 1741 Obrist-Wachtmeister-Patent im fürstbischöflich-münsterschen Wengerschen Regiment. 1744 Kommandanten von Coesfeld mit Ämtern Horstmar und Ahaus. Obrist des fürstbischöflich-münsterschen Wengerschen Regimentes. 1748 Übertragung des von Schadeschen Regiments und einer lebenslangen Obristen-Gage. 1757 Generalwachtmeister-Patent der kaiserlichen Armee befindlichen kurkölnischen und sonstiger unter dem Befehl des Kurfürsten Clemens August stehenden Truppen. 1763 General-Leutnant des münsterischen Sachsen-Gothaischen Regiments zu Fuß und geheimer Rat in Münster.

## Der Schlossbau

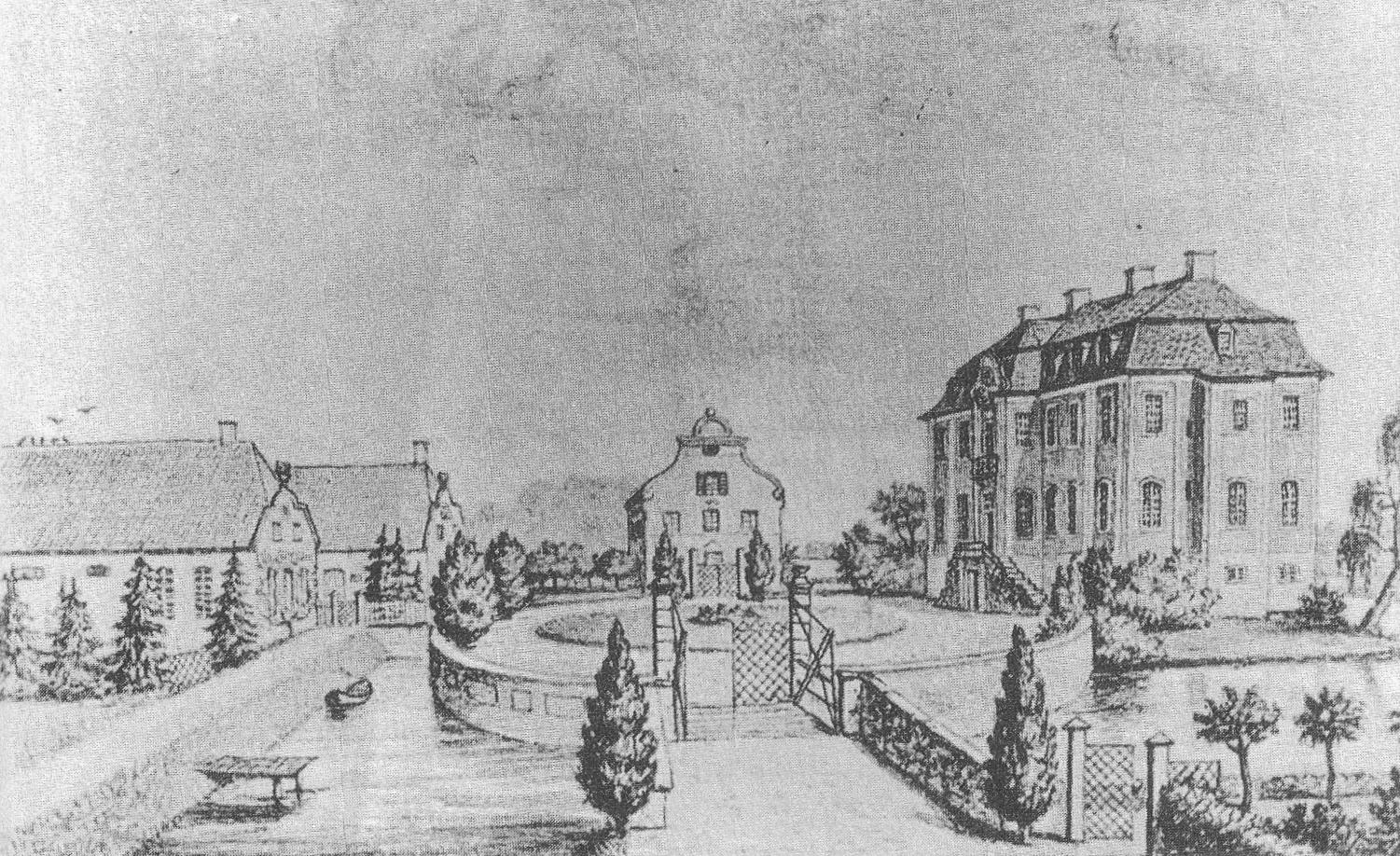
Die Anlage um 1760

Die prekäre finanzielle Situation der Familie Nagel vom Ende 17. spiegelt sich Schuldenbüchern, Schuldverschreibungen und in den darüber geführten Klagen, aber auch in den Nachlassregulierungen einzelner Familienmitglieder wider. Der aufwendige Lebensstil ließen sich kaum mehr aus feudalen Verhältnissen finanzieren. Daher schlug man kirchliche oder militärische Laufbahnen ein, um durch Ämter und Pensionen vor allem am bischöflichen Hof in Münster versorgt zu sein. Des Weiteren verfolgte man ambitionierte Unternehmungen, wie die Erlangung eines reichsunmittelbaren Rittersitzes durch das Adelsgeschlecht Ingelheim um 1744. Dies war mit der Aussicht auf Standeserhöhungen verbunden. In diesem Zusammenhang wird 1760 wird die reparaturbedürftige Burg abgerissen. Nach Plänen von Johann Conrad Schlaun entsteht bis 1766 ein kleines Barockschloss mit ovalem Hofraum und breiten Gräften, über die drei Zugbrücken führen. Das Schloss selbst ist zweistöckig mit Mansarddach, hat vor der Mittelfront eine Flügeltreppe und einen dreiseitig vorspringenden Mittelrisaliten. Allein müssen die Kosten hierfür muss alles überstiegen haben, denn schon 1769 gibt man die kostspielige Standeserhöhung in Ingelheim wieder auf. Sein Sohn Clemens August Theodor Josef von Nagel zur Loburg wird nicht nur Güter, sondern vor allem die Schulden des Vaters erben. Er musste Loburg sowie das Reichsrittergut Ober-Ingelheim schließlich versteigern.

## Bilder

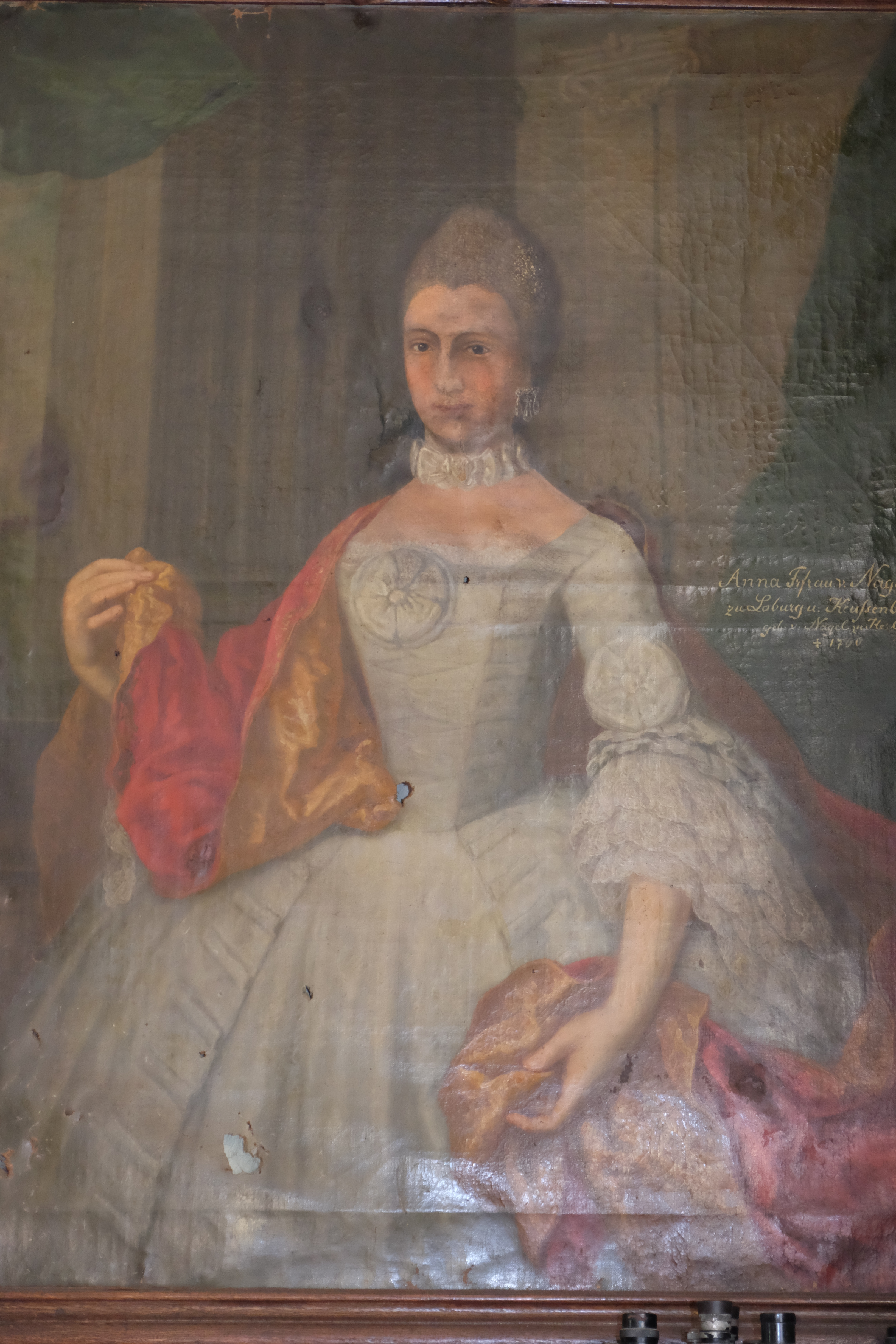
Seine Frau Maria Anna von Nagel vom Haus Herl
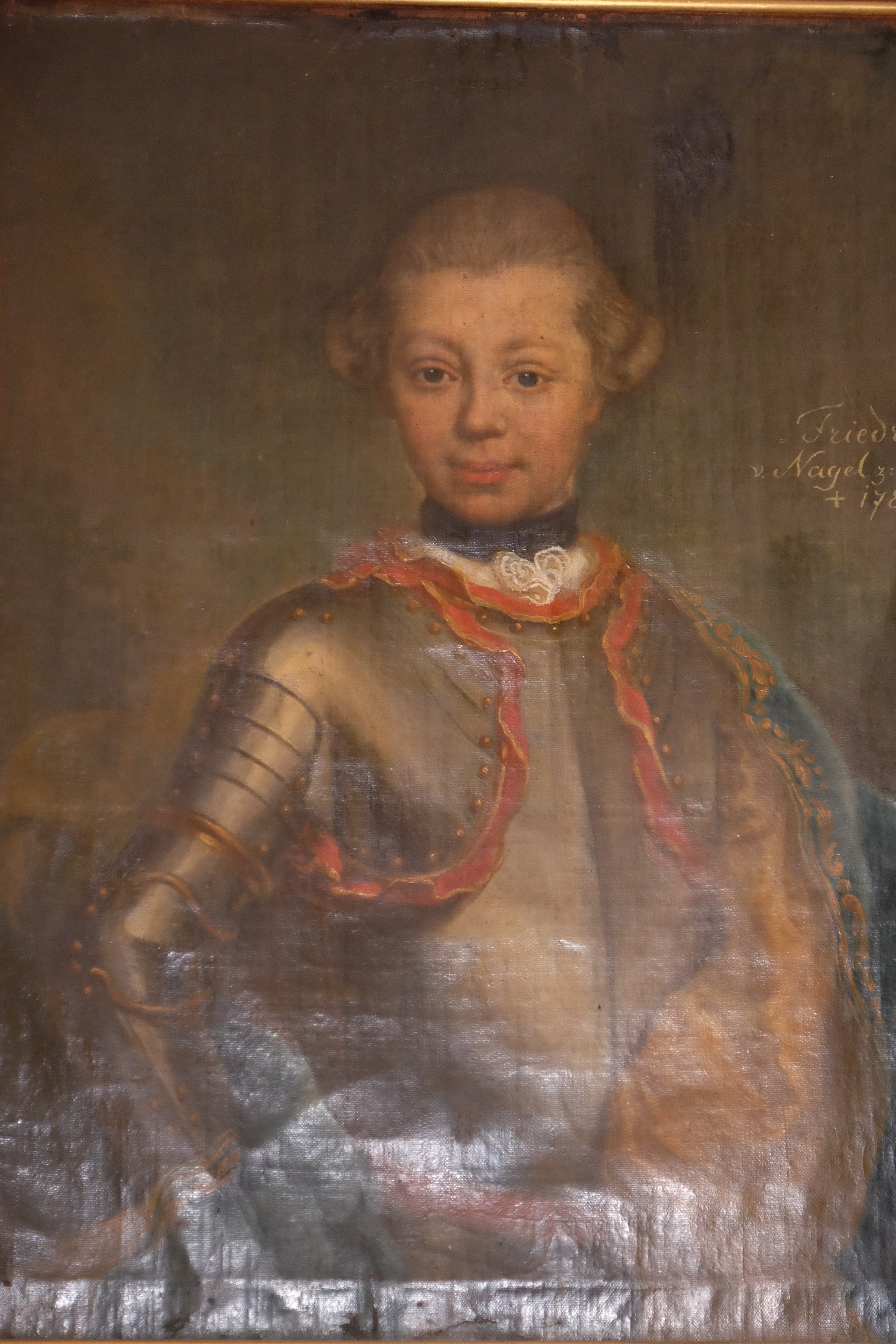
Sein Sohn Friedrich von Nagel zur Loburg
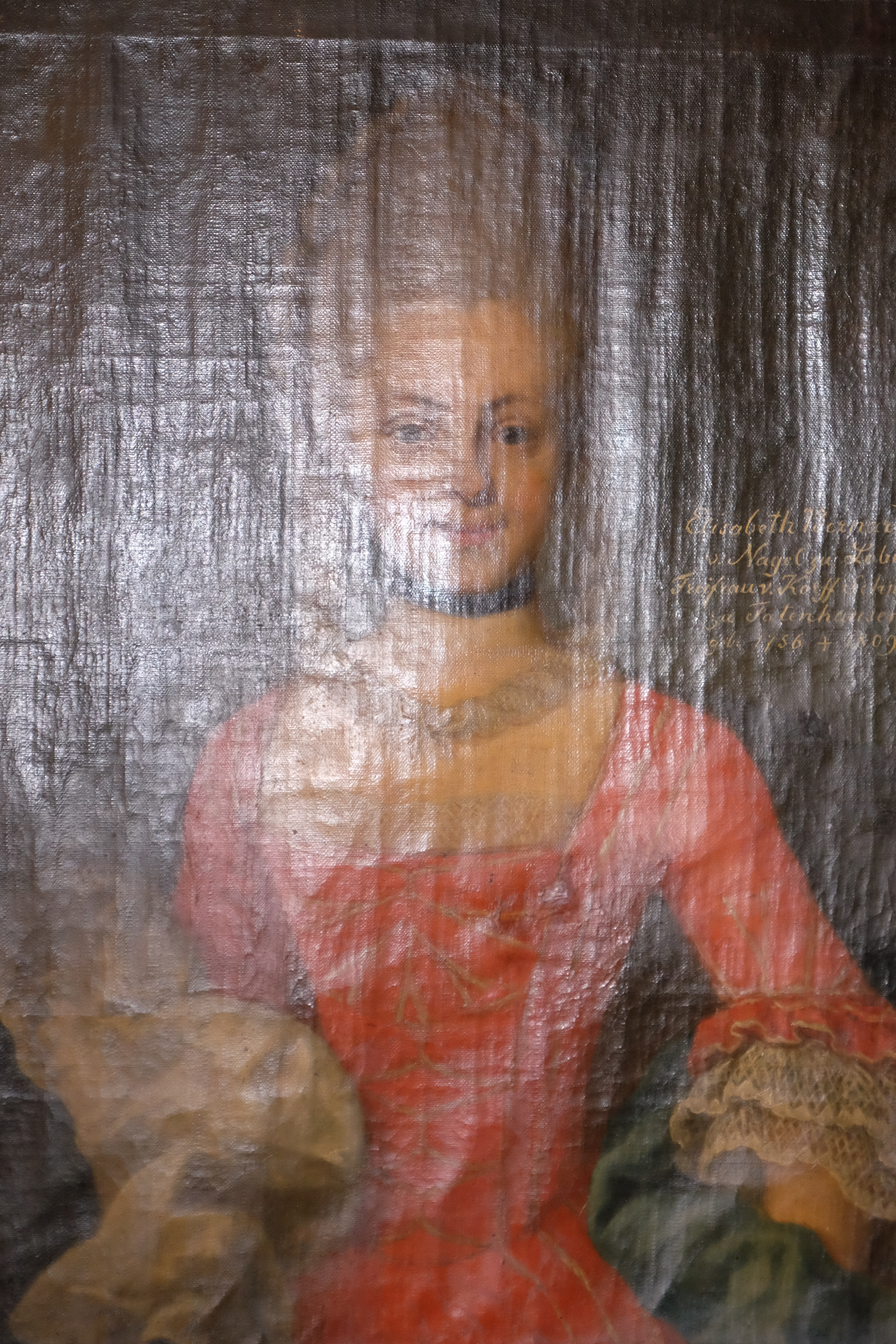
Seine Tochter Elisabeth von Nagel zur Loburg